# Synechron
Synechron, officiellement Synechron Inc., est une entreprise américaine active dans le domaine des services en technologies de l'information et de la communication.
Elle a été fondée en 2001 par Faisal Husain, Zia Bhutta et Tanveer Saulat et, bien qu'active dans dix-huit pays, est basée à New York.
À 2018, elle compte plus de 8 000 salariés pour 500 millions de dollars.